# Furnarius figulus
El hornero colibandeado (Furnarius figulus), también denominado hornero de banda blanca, es una especie de ave paseriforme perteneciente al género Furnarius de la familia Furnariidae. Es endémico de Brasil.

## Distribución y hábitat
Las dos subespecies se distribuyen en la baja cuenca amazónica y en el este de Brasil, desde el norte hasta el sureste.
Esta especie es considerada bastante común en sus hábitats naturales, los bosques ribereños, palmerales de babaçu (Attalea speciosa), humedales tropicales y subtropicales, y también en áreas de bosques altamente degradados  y pastajes de ganado; hasta los 600 m de altitud.

## Descripción
Mide 16,5 cm de longitud y pesa 28 g. Sus piernas son grisáceas. La subespecie amazónica es rufo canela por arriba con la corona y face de contrastante pardo oscuro y marcante lista superciliar blanca. Las primarias son negruzcas y las plumas de la cola con puntas variablemente negras. La garganta es blanquecina y por abajo es pardo amarillento apagado. En el este la corona es casi uniformemente pardo rufa. Es muy semejante a Furnarius leucopus.

## Comportamiento
Es visto solo o a los pares, caminando por el suelo con la cabeza balanzando para adelante y para atrás.

### Alimentación
Busca su alimento picoteando el suelo o la hierba, algunas veces revolviendo hojas, pero se encarama libremente en cercas y ramas bajas de árboles y arbustos.

### Reproducción
No construye su nido en la forma clásica de horno de barro de su género, sino en forma de taza hecha con hierbas y fibras vegetales apoyada en hojas de palmera babaçu o en bromeliáceas.

### Vocalización
Su canto es una serie explosiva de notas que gradualmente se hacen más lentas y descendientes en el compás.

## Sistemática

### Descripción original
La especie F. figulus fue descrita por primera vez por el naturalista alemán Martin Lichtenstein en 1823 bajo el nombre científico Turdus figulus; localidad tipo «Bahía, Brasil».

### Etimología
El nombre genérico masculino «Furnarius» deriva del latín «furnarius»: panadero, o «furnus»: horno; en referencia al distintivo nido de las especies del género; y el nombre de la especie «figulus», proviene del latín: alfarero.

### Taxonomía
Es el miembro más aberrante de su género) con respecto a tipo de nido y algunas características de plumaje. Se ha especulado que la subespecie pileatus podría ser considerada una especie separada, pero no es particularmente diferente y las vocalizaciones son muy parecidas.

### Subespecies
Según las clasificaciones del Congreso Ornitológico Internacional (IOC) y Clements Checklist v.2018, se reconocen dos subespecies, con su correspondiente distribución geográfica:
- Furnarius figulus pileatus P.L. Sclater & Salvin, 1878 - centro este de Brasil desde el este de Amazonas hacia el este hasta el centro de Pará y noroeste de Goiás (alto Río Araguaia).
- Furnarius figulus figulus (M. H. K. Lichtenstein), 1823 - este de Brasil (al este desde Maranhão hacia el sur hasta el sur de Bahia, norte y este de Minas Gerais, y recientemente expandido a través de Río de Janeiro y São Paulo.